# Mayra Aguiar
Mayra Aguiar da Silva (Porto Alegre, 3 de agosto de 1991) é uma ex-judoca brasileira, medalha de bronze em três olimpíadas consecutivas, 2012, 2016 e 2020. Também é tricampeã mundial em 2014, 2017 e 2022, e campeã pan-americana de 2019. É a primeira atleta feminina brasileira a ganhar três medalhas olímpicas em um esporte individual e representou também a primeira vez que um atleta do judô brasileiro conquistou três medalhas olímpicas.

## Carreira

### 2006-2008
Aos 15 anos, conquistou o bronze no Campeonato Mundial Júnior de Judô de 2006.
No Campeonato Pan-Americano de Judô de 2007, ela conquistou a medalha de prata.
Ainda com 15 anos, disputou os Jogos Pan-Americanos de 2007, no Rio de Janeiro, e conquistou a medalha de prata na categoria até 70 kg, perdendo na final para a futura campeã do UFC, Ronda Rousey. 
No Campeonato Pan-Americano de Judô de 2008, realizado em Miami, sagrou-se campeã desta competição pela primeira vez, obtendo a medalha de ouro.

### 2008: Primeiros jogos olímpicos
Nos Jogos Olímpicos de Pequim 2008 disputou a categoria de – 70 kg, sendo derrotada já na primeira luta.

### 2008-2012

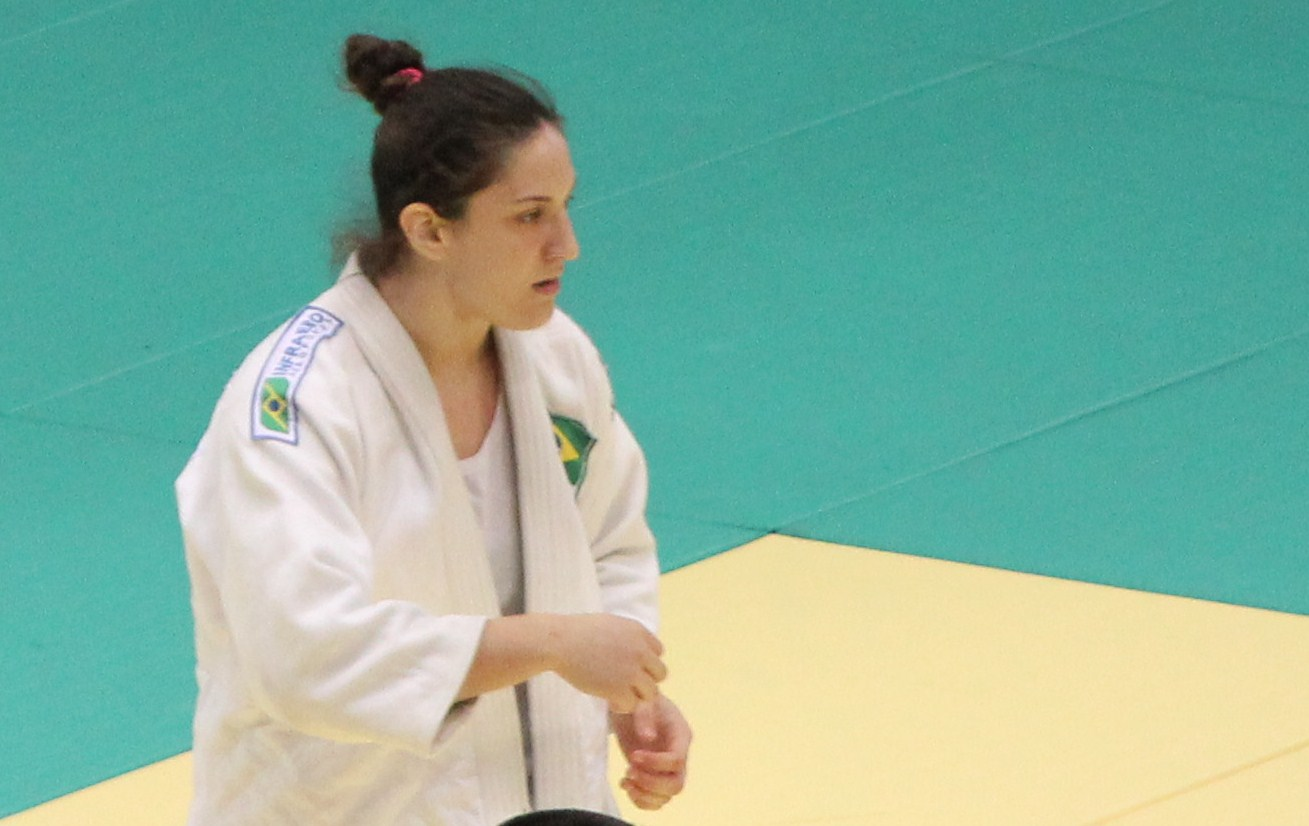
Mayra em 2010

No Campeonato Mundial Júnior de Judô de 2008, ela ganhou a medalha de prata.
Em dezembro de 2008, ela sofreu uma grave lesão no joelho direito. Ficou quase dez meses sem poder realizar nenhum treino de judô, voltando apenas em setembro de 2009.
Depois de passar dez meses afastado dos tatames devido a uma cirurgia no joelho, em outubro de 2009, Aguiar conquistou a medalha de bronze na categoria até 78 kg no Campeonato Mundial Júnior de Judô 2009, em Paris.
Em 2010, após a lesão, Mayra mudou de categoria do peso médio para o meio-pesado e conquistou a medalha de ouro no Campeonato Pan-Americano de Judô de 2010, em El Salvador. No Grand Slam do Rio de Janeiro de 2010 (o Grand Slam é o torneio que dá mais pontos no ranking do judô depois dos Jogos Olímpicos, do Mundial e do World Masters), ela derrotou a número 1 na categoria -78 kg, a francesa Celine Lebrun, e alcançou a medalha de bronze. Em setembro do mesmo ano, participou do Campeonato Mundial de Judô de 2010 e perdeu a final para a americana Kayla Harrison, recebendo a medalha de prata. Ao conquistar o ouro no Campeonato Mundial Júnior de Judô 2010, em Agadir, Mayra se tornou a atleta com mais medalhas na competição de todos os tempos.
No Grand Slam de Paris de 2011, Mayra conquistou a medalha de bronze. No Campeonato Pan-Americano de Judô de 2011 ela conquistou a medalha de prata. No Grand Slam de Moscou de 2011, ela obteve a medalha de bronze. Ganhou o ouro no Grand Slam do Rio de Janeiro de 2011, derrotando Kayla Harrison. No Campeonato Mundial de Judô de 2011, ela conquistou a medalha de bronze, só sendo derrotada nas semifinais pelo número 1 do mundo, a japonesa Akari Ogata. Aos 20 anos de idade, nos Jogos Pan-Americanos de 2011, enfrentou, em sua segunda luta, a americana Kayla Harrison, principal candidata ao ouro, perdendo mas posteriormente obtendo a medalha de bronze na competição. Ela encerrou o ano obtendo a medalha de bronze no Grand Slam de Tóquio de 2011. 
No início de 2012, conquistou seu primeiro título no World Masters (segunda competição mais importante do circuito de judô depois dos Mundiais). Aos 20 anos, conquistou a medalha de ouro no World Masters de 2012, realizado em Almaty. Depois de vencer o Grand Slam de Paris em 2012, ela conquistou o primeiro lugar no ranking mundial na categoria até 78kg. Foi a primeira vez que uma mulher brasileira liderou o ranking criado pela FIJ em 2009. Ela se tornou tricampeã do Campeonato Pan-Americano de Judô, no Campeonato Pan-Americano de Judô de 2012, em Montreal.

### Jogos Olímpicos de 2012
Em agosto de 2012, na Olimpíada de Londres 2012, venceu três lutas por ippon antes de cair na semifinal para a rival Kayla Harrison, e mais um ippon a levou a conquistar a medalha de bronze.

### 2012-2016

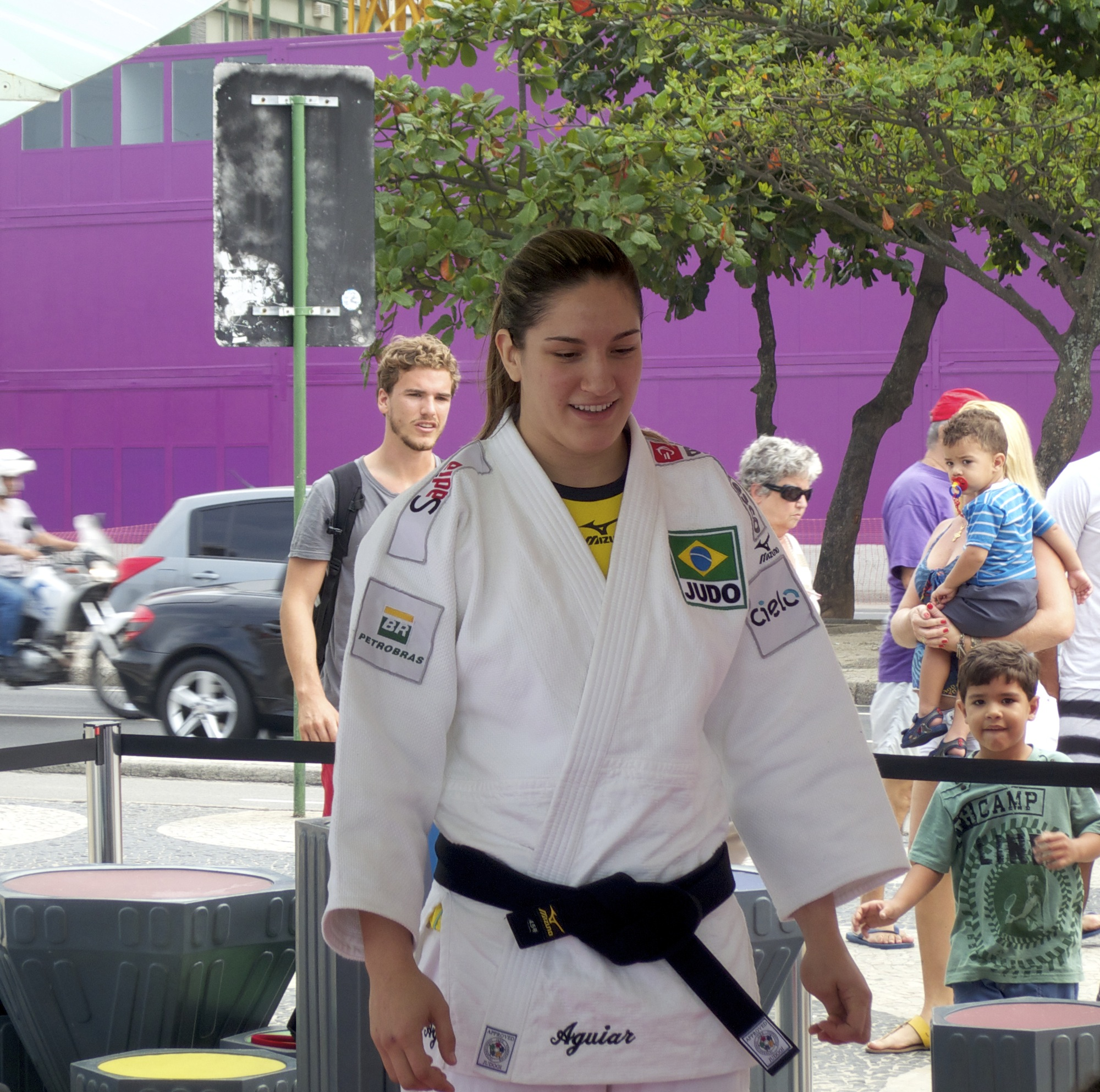
Mayra, 2013.

Mayra voltou a conquistar o ouro no Campeonato Pan-Americano de Judô de 2013, sagrando-se tetracampeã. Em 2013, Mayra obteve mais um ouro no World Masters ao vencer o World Masters de 2013 em Tyumen. Com isso, ela voltou a ser a número 1 do ranking mundial. No Grand Slam  de Moscou de 2013, ela ganhou a medalha de prata.  No Campeonato Mundial de Judô de 2013, realizado no Rio de Janeiro, obteve o bronze na categoria -78 kg e a prata pela Seleção Brasileira Feminina.
Após o Mundial de 2013, ela só voltou às competições em julho de 2014, no Grand Slam de Tyumen de 2014, onde venceu quatro lutas e garantiu a medalha de ouro, derrotando sua rival Kayla Harrison. Em 29 de agosto de 2014 tornou-se campeã mundial na categoria até 78 kg pela primeira vez, ao derrotar na final a francesa Audrey Tcheuméo por wazari, no Campeonato Mundial de 2014.
Mayra ficou 8 meses sem lutar após a conquista do título mundial, até que disputou o Campeonato Pan-Americano de Judô de 2015 e se sagrou pentacampeã do torneio. Nos Jogos Pan-Americanos de 2015, conquistou a medalha de prata, perdendo a final para sua rival Kayla Harrison. Em novembro, ela também conquistou a medalha de prata no Grand Slam de Abu Dhabi de 2015.
Em fevereiro de 2016 conquistou a medalha de ouro do Grand Slam de Judô de Paris, tornando-se bicampeã deste torneio e derrotando por ippon na final a norte-americana Kayla Harrison, sua maior rival na categoria. Foi a segunda vez que venceu o Grand Slam francês derrotando Harrison. Neste ponto, ela tinha vantagem no retrospecto contra Harrison (oito vitórias em 15 confrontos). No Campeonato Pan-Americano de Judô de 2016, em Havana, em nova final Mayra x Harrison, a americana empatou a partida entre as duas, deixando Mayra com a prata.  Na final da categoria -78kg do World Masters de 2016, aconteceu o 17º duelo entre Mayra e Harrison, onde a americana aplicou uma chave de braço (juji-gatame) no minuto final, vencendo a luta. Mayra conquistou a medalha de prata, sua terceira medalha em Masters.

### Jogos Olímpicos de 2016

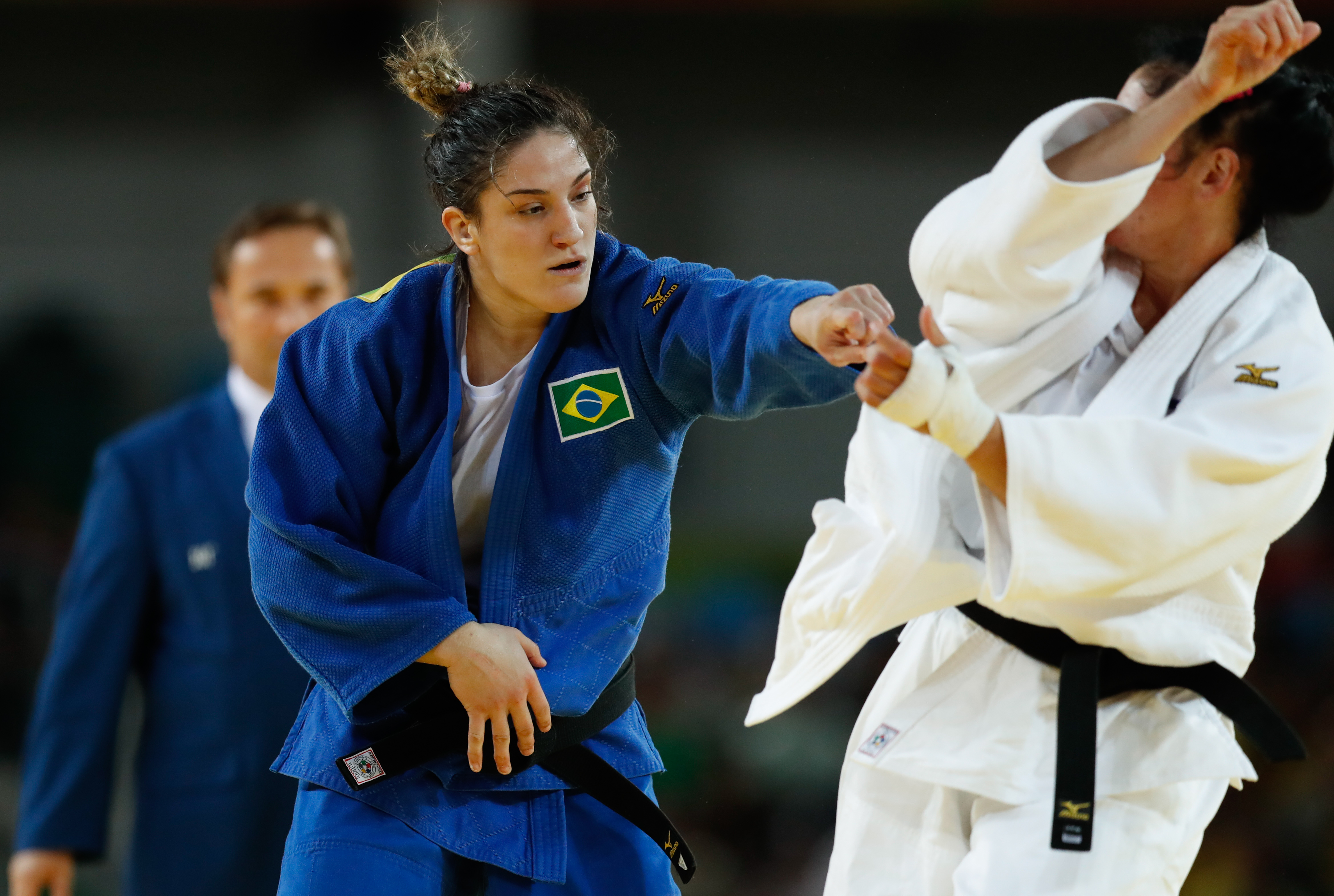
Mayra na luta valendo a medalha de bronze nos Jogos Olímpicos Rio 2016

Nos Jogos Olímpicos de 2016, uma semifinal difícil contra Audrey Tcheuméo, que evitou combate para que Mayra fosse eliminada por punições, a levou de novo para a disputa do bronze, onde conquistou a medalha ao vencer a cubana Yalennis Castillo.

### 2017-2020

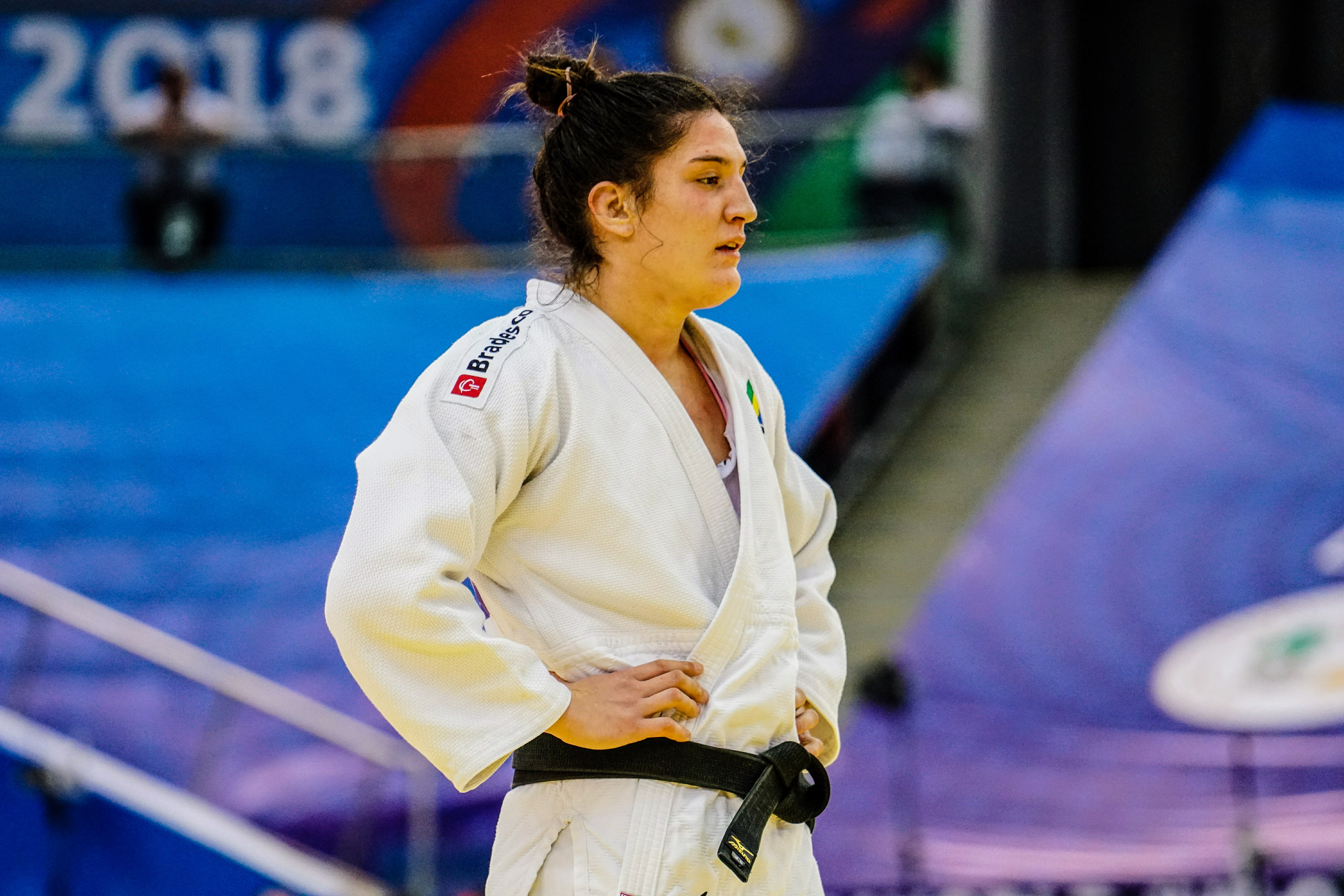
Mayra no Campeonato Mundial de Judô de 2018.

Após os Jogos Olímpicos de 2016, Mayra tirou um período para descansar e se concentrar nos treinos. Ela voltou em junho de 2017, vencendo o Grand Prix de Cancún de 2017, no México. Em sua segunda competição do ano, o Campeonato Mundial de Judô de 2017, ela derrotou duas japonesas em sequência para se tornar bicampeã mundial. Neste ano, ela também conquistou o bronze no Grand Slam de Abu Dhabi de 2017.
Em março de 2018, ela havia subido ao pódio nas duas competições que disputou naquele ano: em fevereiro, conquistou a prata no Grand Slam de Düsseldorf de 2018, e em março, conquistou o bronze no Grand Slam de Ecaterimburgo de 2018, ocupando o segundo lugar no ranking mundial da época. Quando conquistou a prata no Grand Prix de Hohhot de 2018, já era novamente líder do ranking mundial. Em 2018 ela ainda ganhou a prata no Grand Prix de Cancún de 2018. 
Em 2019, Mayra conquistou ouro no Grand Slam de Düsseldorf de 2019 e prata no Grand Slam de Ecaterimburgo de 2019. No Campeonato Pan-Americano de Judô de 2019, sagrou-se hexacampeã do torneio. Ela foi campeã do Grand Prix de Budapeste de 2019, em julho. Quando era líder do ranking mundial na categoria até 78kg, Mayra, agora com 28 anos, conquistou sua primeira medalha de ouro nos Jogos Pan-Americanos, nos Jogos Pan-Americanos de 2019, em Lima, no Peru. E no Campeonato Mundial de Judô de 2019, Mayra conquistou a medalha de bronze, sua sexta medalha em mundiais. Com isso, Mayra se converteu na maior medalhista brasileira feminina na história dos mundiais. 
No início de 2020, Mayra ganhou uma medalha de prata no Grand Slam de Dusseldorf de 2020.

### Jogos Olímpicos de 2020

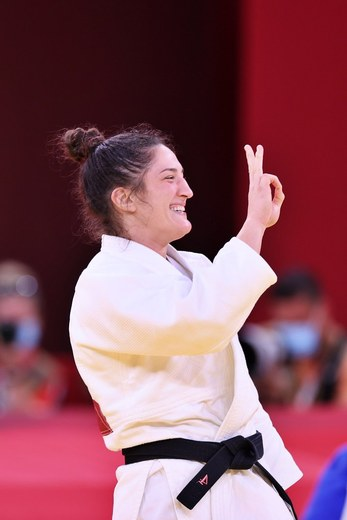
Mayra comemorando sua terceira medalha olimpica de bronze, conquistada nos jogos olímpicos Tóquio 2020

Nos Jogos Olímpicos de Tóquio 2020, Mayra venceu sua primeira luta em apenas 28 segundos, mas nas quartas contra a alemã Anna-Maria Wagner acabou derrotada na prorrogação. Eventualmente venceu a repescagem com a russa Aleksandra Babintseva e a disputa do bronze contra a sul-coreana Yoon Hyun-ji, se tornando a primeira brasileira com três pódios em provas individuais, e apenas a segunda com três medalhas depois da jogadora de vôlei Hélia Souza. Também participou do torneio por equipes, onde foi improvisada na categoria pesada devido a uma lesão da titular Maria Suelen Altheman, mas venceu seus dois confrontos, mesmo que a equipe brasileira acabaria perdendo no geral.

### 2021-2024
Após o retorno das competições esportivas mundiais, Mayra conquistou ótimos resultados em 2022. Em abril, no Campeonato Pan-Americano de Judô de 2022, sagrou-se heptacampeã do torneio. Ela obteve a prata do Grand Slam de Tbilisi de 2022 em junho, o bronze do Grand Slam de Budapeste de 2022 e o bronze do Grand Prix de Zagreb de 2022, em julho. Em outubro de 2022, ela fez história ao se tornar a primeira brasileira tricampeã mundial de judô, no Campeonato Mundial de Judô de 2022. Nas quartas de final, derrotou a alemã Alina Boehm, atual campeã européia. Nas semifinais, ela derrotou Hamada Shori, atual campeã olímpica, por ippon. O ouro foi conquistado contra a chinesa Zhenzhao Ma. E, no final do ano, quando estava em 2º lugar no ranking mundial em sua categoria, conquistou o bronze no World Masters de 2022, em Jerusalém, voltando assim à liderança do ranking mundial.
Após o Masters de 2022, Mayra ficou nove meses afastada das competições, para descansar e tratar ferimentos leves. Ela retornou em setembro de 2023, no Campeonato Pan-Americano de Judô. No Campeonato Pan-Americano de Judô de 2023, realizado em Calgary, no Canadá, ela se sagrou octacampeã da competição.  Ainda em setembro, foi medalhista de bronze no Grand Slam de Baku de 2023, e em dezembro, garantiu um ouro inédito para o judô brasileiro ao vencer o Grand Slam de Tóquio de 2023. O único campeão brasileiro no Japão até então havia sido Sergio Pessoa, que conquistou a Copa Jigoro Kano em 1986, em formato diferente do atual.

### Jogos Olímpicos de 2024
Disputando sua quinta Olimpíada nos Jogos Olímpicos de Verão de 2024 em Paris, Mayra perdeu já na primeira luta para a líder do ranking Alice Bellandi. Após a derrota, revelou que nos últimos anos sofria com fortes dores e desconforto físico, chegando a ter um transtorno alimentar e insônia, o que a levou a não competir em nenhum torneio de 2024 para se preservar para a Olimpíada. Acabaria descartando uma aparição no torneio de equipes por sua má condição, e por não ter sido inscrita no time não levou uma das medalhas de bronze.

### Aposentadoria
No dia 26 de dezembro de 2024, Mayra anunciou a aposentadoria. Dona de uma carreira vitoriosa, foram três medalhes de bronze conquistadas pela judoca em Londres, Rio de Janeiro e Tóquio, nas Olimpíadas de 2012, 2016 e 2021, respectivamente. Mayra foi a primeira brasileira a ter três medalhas olímpicas individuais com o bronze conquista em Tóquio, em 2021. Depois, o feito foi superado pela ginasta Rebeca Andrade.

### Marinha do Brasil
Assim como outros atletas olímpicos brasileiros que tem o apoio das Forças Armadas Brasileiras e fazem parte de seus quadros militares, Mayra é graduada terceiro-sargento da Marinha do Brasil, integrante do CEFAN (Centro de Educação Física Almirante Nunes).